# Pseudolimnophila melanura
Pseudolimnophila melanura là một loài ruồi trong họ Limoniidae. Chúng phân bố ở miền Cổ bắc.